# 음력 1월 9일
음력 1월 9일은 음력 1월의 9번째 날이다.

## 문화
- 2012년 - MBC 게임 폐국.
- 2014년 - 서울특별시 마포구 아현동에 있는 아현고가도로에서 걷기행사가 개최된 후 철거작업이 시작되었다.

## 탄생
- 1965년 - 대한민국의 정치인 이장우.
- 1973년 - 대한민국의 배우 전도연.
- 1982년
  - 대한민국의 가수 간미연.
  - 대한민국의 배우 한가인.
- 1988년 - 대한민국의 모델, 배우 이연희.
- 1994년 - 대한민국의 래퍼 제이홉 (방탄소년단).
- 1995년 -
  - 대한민국의 가수 송윤형 (iKON).
  - 대한민국의 야구 선수 이승민.
  - 대한민국의 프리랜서 아나운서 최시은.
- 1997년 - 대한민국의 기상 캐스터 임은진.

## 사망
- 1990년 - 대한민국의 가수 장덕.

## 같이 보기
- 음력 360일: 1월 2월 3월 4월 5월 6월 7월 8월 9월 10월 11월 12월
- 전날:1월 8일 다음날:1월 10일 - 전달:12월 9일 다음달:2월 9일
- 양력:1월 9일
- 음력, 윤달